# Lengede
Lengede är en kommun och ort i Landkreis Peine i förbundslandet Niedersachsen i Tyskland.